# Cantó de Thizy-les-Bourgs
El cantó de Thizy-les-Bourgs (en francès canton de Thizy-les-Bourgs) és una divisió administrativa francesa del departament del Roine, situat al districte de Villefranche-sur-Saône. Té 26 municipis i la capital és Thizy-les-Bourgs. Va tenir el nom de cantó de Thizy abans 2013.

## Municipis
- Aigueperse
- Amplepuis
- Azolette
- Chénelette
- Claveisolles
- Cours
- Cublize
- Meaux-la-Montagne
- Monsols
- Ouroux
- Poule-les-Écharmeaux
- Propières
- Ranchal
- Ronno
- Saint-Bonnet-des-Bruyères
- Saint-Bonnet-le-Troncy
- Saint-Christophe
- Saint-Clément-de-Vers
- Saint-Igny-de-Vers
- Saint-Jacques-des-Arrêts
- Saint-Jean-la-Bussière
- Saint-Mamert
- Saint-Nizier-d'Azergues
- Saint-Vincent-de-Reins
- Thel
- Thizy-les-Bourgs
- Trades

## Consellers generals i departementals
| Data d'elecció                           | Identitat       | Partit                                | Qualitat |
| ---------------------------------------- | --------------- | ------------------------------------- | -------- |
| 1945-1949                                | Joseph Depierre | SFIO                                  |          |
| 1949-1978                                | Henri Touzet    | MRP, després CD                       |          |
| 1978-2015                                | Michel Mercier  | UDF, després MoDem, després centrista |          |
| les dades anteriors no són pas conegudes |                 |                                       |          |

| Data d'elecció | Identitat       | Partit | Qualitat |
| -------------- | --------------- | ------ | -------- |
| 2015-          | Colette Darphin | UDI    |          |
| 2015-          | Didier Fournel  | LR     |          |